# 府中站 (東京都)
府中站（日语：／ Fuchū eki */?）是一個位於東京都府中市宮町一丁目，屬於京王電鐵京王線的鐵路車站。車站編號是KO24。

## 概要
本站無論在地理上或行政上皆在府中市的中心地區，與JR東日本府中本町站同為府中市的代表車站。然而这两个车站距离有700米远，且邻站分倍河原站是京王线与JR南武线的换乘站，故本站没有JR的换乘指引。此外，此站也是關東車站百選之一。車站周邊已被府中市指定為「環境美化推進地區」，路上禁止吸菸。

## 年表
- 1916年10月31日，作為京王電氣軌道的車站啟用。
- 1925年3月24日，作為玉南電氣鐵道的車站啟用。
- 1926年12月27日，玉南電氣鐵道併入京王電氣軌道。
- 1928年5月22日，府中站將京王線和玉南線連接起來，新宿 - 東八王子直通路段開始運行。
- 1944年5月31日，京王與東京急行電鐵合併後，府中站作為京王線的車站運行。
- 1948年6月1日，東急與京王帝都電鐵分拆，府中站成為京王的車站。
- 1989年10月14日，往分倍河原方向高架化。
- 1991年4月27日，往東府中方向高架化。
- 1993年3月1日，新站舍開始運作。
- 1998年，入選為關東車站百選之一。
- 2001年3月27日，新設的準特急開始在府中站停站。
- 2013年2月22日，以KO24作為府中站的編號。

### 站名由來
來自於此地地名「府中」。

## 車站構造
本站是三層構造的高架車站，最上層是島式月台2面4線構造。地上車站時代曾有貨物用的側線。
月台層有電扶梯、樓梯與電梯通往付費大廳，剪票口分為南北兩處。
剪票口外南北兩側各有空中行人步道連結。站房與西側的購物中心及東側的東Mall連為一體。地面層的站前總站是路線巴士與計程車的乘車處。大廳與地面層之间也有電梯、電扶梯連結。
廁所在二樓付費區內的新宿方向月台樓梯附近。
2013年4月24日，站內啟用新的進站音樂、下行（1、2月台）採用府中市出身詩人村野四郎作詞的「ぶんぶんぶん」，上行（3、4號月台）採用鄉土民謠「府中小唄」。

### 月台配置
| 月台 | 路線   | 方向 | 目的地                                           |
| ---- | ------ | ---- | ------------------------------------------------ |
| 1、2 | 京王線 | 下行 | 高幡不動、多摩動物公園、京王八王子、高尾山口方向 |
| 3、4 | 京王線 | 上行 | 調布、明大前、笹塚、新宿、新宿線方向             |

### 站體內
剪票口外有站中商場「ぷらりと」、商店「A LoT」、站務室、三菱東京UFJ銀行及郵貯銀行的ATM、市政情報中心（府中市役所的分室）等。西側的「車站大樓」有京王store、京王Atman、大創等商店，以及美食街「站內餐廳」（駅うえレストラン）。東側的「東Mall」（東モール）有启文堂书店與羅多倫咖啡等商店以及美食街「食舞台 鼓」（食舞台つづみ）。
站體內禁止吸菸（車站周邊因屬於「環境美化推進地區」，禁止路上吸菸）。

#### 北口側
空中行人步道連結周邊大樓（府中綠色廣場、櫻花食品館等）與地上的巴士總站。
巴士總站可搭乘往武藏小金井站、國分寺站、國立站等地的路線巴士，還有前往名古屋站的夜行高速巴士與往羽田機場的機場接駁巴士、中巴士（車站南側也有巴士站）。

#### 南口側
空中行人步道連結複合商業大樓「Forest Side大廈」（フォレストサイドビル）（伊勢丹府中店、專門店街Foris）與商業設施kururu。
本站西側有條南北向道路「欅並木通」，是府中的主街道。
線路南側的西向道路稱為「國際通」，商店與餐飲店林立。

## 利用狀況
2016年度1日平均上下車人次為88,100人。在京王電鐵車站中次於新宿站、澀谷站、吉祥寺站、下北澤站、調布站、橋本站、分倍河原站。在非轉乘站中名列第一。
每年上下車人次如下表。
| 年度               | 1日平均 上下車人次 | 1日平均 上車人次 | 來源     |
| ------------------ | ------------------ | ---------------- | -------- |
| 1948年（昭和23年） | 9,900              |                  |          |
| 1955年（昭和30年） | 12,837             |                  |          |
| 1960年（昭和35年） | 21,554             |                  |          |
| 1965年（昭和40年） | 42,266             |                  |          |
| 1970年（昭和45年） | 61,930             |                  |          |
| 1975年（昭和50年） | 65,615             |                  |          |
| 1980年（昭和55年） | 72,843             |                  |          |
| 1985年（昭和60年） | 75,353             |                  |          |
| 1990年（平成02年） | 75,612             | 38,079           | [ * 1 ]  |
| 1991年（平成03年） |                    | 38,637           | [ * 2 ]  |
| 1992年（平成04年） |                    | 37,288           | [ * 3 ]  |
| 1993年（平成05年） |                    | 37,447           | [ * 4 ]  |
| 1994年（平成06年） |                    | 37,129           | [ * 5 ]  |
| 1995年（平成07年） | 73,817             | 37,213           | [ * 6 ]  |
| 1996年（平成08年） |                    | 40,770           | [ * 7 ]  |
| 1997年（平成09年） |                    | 39,814           | [ * 8 ]  |
| 1998年（平成10年） |                    | 40,545           | [ * 9 ]  |
| 1999年（平成11年） |                    | 40,041           | [ * 10 ] |
| 2000年（平成12年） | 78,689             | 40,126           | [ * 11 ] |
| 2001年（平成13年） |                    | 40,625           | [ * 12 ] |
| 2002年（平成14年） | 79,468             | 40,452           | [ * 13 ] |
| 2003年（平成15年） | 81,433             | 40,962           | [ * 14 ] |
| 2004年（平成16年） | 81,425             | 40,975           | [ * 15 ] |
| 2005年（平成17年） | 84,601             | 42,570           | [ * 16 ] |
| 2006年（平成18年） | 86,654             | 43,397           | [ * 17 ] |
| 2007年（平成19年） | 89,113             | 44,361           | [ * 18 ] |
| 2008年（平成20年） | 89,660             | 44,933           | [ * 19 ] |
| 2009年（平成21年） | 87,639             | 43,899           | [ * 20 ] |
| 2010年（平成22年） | 85,993             | 43,062           | [ * 21 ] |
| 2011年（平成23年） | 85,343             | 42,690           | [ * 22 ] |
| 2012年（平成24年） | 86,577             | 43,280           | [ * 23 ] |
| 2013年（平成25年） | 86,933             | 43,156           | [ * 24 ] |
| 2014年（平成26年） | 85,279             | 42,318           | [ * 25 ] |
| 2015年（平成27年） | 86,949             |                  |          |
| 2016年（平成28年） | 88,100             |                  |          |

## 車站周邊
- 大國魂神社
- 伊勢丹府中店、Foris（日语：フォーリス）
- 京王ATMAN（京王アートマ）
- kururu（くるる）
  - TOHO CINAMAS（日语：TOHOシネマズ）府中
  - 玩具反斗城
- 國道20號（甲州街道）
- 府中市役所
- 警視廳府中警察署（日语：府中警察署 (東京都)）
- 東京消防廳第八消防方面本部（日语：東京消防庁第八消防方面本部）府中消防署
- 東京都府中合同廳舍
- 武藏府中郵便局（日语：武蔵府中郵便局）
- Lumiere府中（ルミエール府中）
  - 府中市市民會館
  - 府中市立中央圖書館
- 東京都立農業高等學校（日语：東京都立農業高等学校）
- 東日本旅客鐵道（JR東日本）府中本町站（南武線、武藏野線） - 步行約10分

### 巴士路線
- 1號乘車處（往甲州街道的道路西側）
  - [ 寺92 ] 經學園通郵便局 往國分寺站南口（京王電鐵巴士）
  - [ 武71 ] 經一本木 往武藏小金井站南口（京王巴士中央）
  - [ 武73 ] 經學園通郵便局 往武藏小金井站南口（京王巴士中央）
  - [ 府02 ] 經學園通郵便局 往東芝前（京王電鐵巴士、京王巴士中央）
- 2號乘車處（往甲州街道的道路西側）
  - [ 寺91 ] 經明星學苑（日语：学校法人明星学苑） 往國分寺站南口（京王電鐵巴士）
- 3號乘車處（高架下西側）
  - [ 国17 ] 經保 往國立站（京王巴士中央）
  - [ 府41 ] 經本宿町二丁目、富士見通 第七小學校循環（京王巴士中央）
  - [ 府42 ] 經府中IPJ塔前、富士見通、本宿町二丁目 第七小學校循環（京王巴士中央）
  - [ 府45 ] 經本宿町二丁目、富士見通、府中IPJ塔前 第七小學校循環（京王巴士中央）
  - [ 府46 ] 經府中IPJ塔前、富士見通 第七小學校循環（京王巴士中央）
- 4號乘車處（高架下西側）
  - [ 國03 ] 經東芝前、總合醫療中心（日语：東京都立多摩総合医療センター） 往國立站[8]（京王電鐵巴士）
  - [ 國02 ] 經東芝前 往國立站[9]（京王電鐵巴士）
  - [ 府21 ] 往總合醫療中心[8]（京王電鐵巴士）
  - [ 府52 ] 經府中市役所 往鄉土之森總合體育館（京王巴士中央）
  - [ 府61 ] 往稻城市立醫院（京王巴士中央）
  - [ 無系統 ] 往府中營業所（京王電鐵巴士、京王巴士中央）
- 6號乘車處（高架下西側、計程車乘車處之間的島。兼路線巴士下車處）
  - [ 高速巴士 ] 往名鐵巴士中心（名古屋站）（京王巴士東、名鐵巴士）
  - [ 機場接駁巴士 ] 往羽田機場（京王巴士東、東京空港交通）
- 7號乘車處（高架下東側）
  - [ 中巴士北山町循環 ] 北山町四丁目方向
  - [ 中巴士四谷苑西線 ] 往四谷苑西
- 8號乘車處（高架下東側）
  - [ 中巴士多磨町線 ] 往多磨町
  - [ 中巴士朝日町線 ] 經武藏野台站南口 往多磨站
- 9號乘車處（kururu前）
  - [ 中巴士押立町線 ] 經競艇場前站南口 往武藏野台站南口
  - [ 中巴士是政循環 ] 是政站方向
- 僅下車
  - 深夜急行巴士 新宿站西口（日语：新宿駅バスのりば）發車 往府中站、往國立站（京王巴士東）
  - 深夜急行巴士 澀谷站發車 往府中站（京王巴士東）

## 相鄰車站
京王電鐵
 京王線
■特急、■準特急
調布（KO18）－府中（KO24）－分倍河原（KO25）
■急行、■區間急行、■快速、■各站停車
東府中（KO23）－府中（KO24）－分倍河原（KO25）

## 外部連結
- 府中 - 京王電鐵

35°40′19.6″N 139°28′50″E / 35.672111°N 139.48056°E